# Elecciones parlamentarias de Bielorrusia de 2019
Las elecciones parlamentarias se celebraron en Bielorrusia el 17 de noviembre de 2019.

## Antecedentes
Las elecciones parlamentarias debían celebrarse a más tardar el 6 de septiembre de 2020. Sin embargo, en su discurso anual a la nación el 19 de abril de 2019, el presidente Alexander Lukashenko anunció que se celebrarían en 2019. Lukashenko sugirió el domingo 7 de noviembre como posible fecha.
Las elecciones fueron observadas por la Comunidad de Estados Independientes (CEI), la Organización de Cooperación de Shanghái (OCS) y la Organización para la Seguridad y la Cooperación en Europa (OSCE). Se llevó a cabo una votación preliminar entre el 12 y el 16 de noviembre, en la cual participó casi un 36% del censo.

## Sistema electoral
Los 110 miembros de la Cámara de Representantes de Bielorrusia son elegidos por escrutinio mayoritario uninominal.

## Partidos participantes
| Partido | Partido                                              | Líder                  | Ideología               | Posición                                                        | Número de circunscripciones en que participa | Resultado de 2016 | Resultado de 2016 |
| Partido | Partido                                              | Líder                  | Ideología               | Posición                                                        | Número de circunscripciones en que participa | Votos (%)         | Escaños           |
| ------- | ---------------------------------------------------- | ---------------------- | ----------------------- | --------------------------------------------------------------- | -------------------------------------------- | ----------------- | ----------------- |
|         | Partido Comunista de Bielorrusia (KPB)               | Igor Karpenko          | Marxismo-leninismo      | Pro-gobierno                                                    | 54                                           | 7.4%              | 8/110             |
|         | Partido Democrático Liberal de Bielorrusia (LDPB)    | Sergei Gaidukevich     | Paneslavismo            | Oposición constructiva (autoproclamado) Pro-gobierno (de facto) | 107                                          | 4.2%              | 1/110             |
|         | Partido Republicano del Trabajo y la Justicia (RPTS) | Vasil Zadnyaprany      | Socialdemocracia        | Pro-gobierno                                                    | 43                                           | 2.9%              | 3/110             |
|         | Partido Cívico Unido de Bielorrusia (UCP)            | Anatoly Lebedko        | Conservadurismo liberal | Oposición                                                       | 56                                           | 2.2%              | 1/110             |
|         | Partido Patriótico de Bielorrusia (BPP)              | Nikolai Ulakhovich     | Socialismo              | Pro-gobierno                                                    | 16                                           | 2.2%              | 3/110             |
|         | Partido del Frente Popular de Bielorrusia (BPF)      | Ryhor Kastusiou        | Nacionalismo            | Oposición                                                       | 38                                           | 1.7%              | 0/110             |
|         | Partido de la Izquierda Bielorrusa "Un Mundo Justo"  | Sergey Kalyakin        | Socialismo democrático  | Oposición                                                       | 33                                           | 1.4%              | 0/110             |
|         | Partido Socialdemócrata Bielorruso (Asamblea) (BSDP) | Irina Veshtard         | Socialdemocracia        | Oposición                                                       | 43                                           | 1.3%              | 0/110             |
|         | Partido Bielorruso "Los Verdes" (BPS)                | Aleh Novikaŭ           | Política verde          | Oposición                                                       | 7                                            | 0.2%              | 0/110             |
|         | Asamblea Socialdemócrata Bielorrusa (BSDH)           | Stanislav Shushkevich  | Socialdemocracia        | Oposición                                                       | 20                                           |                   |                   |
|         | Partido Republicano (RP)                             | Uladzimir Belazor      | Eurasianismo            | Pro-gobierno                                                    | 6                                            |                   |                   |
|         | Partido Agrario (AP)                                 | Mikhail Shimansky      | Agrarismo               | Pro-gobierno                                                    | 1                                            |                   |                   |
|         | Partido Deportivo Socialista Bielorruso (BSSP)       | Vladimir Alexandrovich | Socialdemocracia        | Pro-gobierno                                                    | 1                                            |                   |                   |

## Encuestas
| Fecha                    | Encuestador        | KPB                  | LDPB                                                        | RPTS | UCP | BPP | BPF | Un Mundo Justo | BSDP | BPS | BSSP | BSDH | AP  | KCP-BPF | SDPNS | RP  | Independientes/ Ninguno | Ventaja |     |     |      |        |
| ------------------------ | ------------------ | -------------------- | ----------------------------------------------------------- | ---- | --- | --- | --- | -------------- | ---- | --- | ---- | ---- | --- | ------- | ----- | --- | ----------------------- | ------- | --- | --- | ---- | ------ |
| Fecha                    | Encuestador        | Julio–agosto de 2017 | Instituto de Sociología de la Academia Nacional de Ciencias | 2.6  | 1.9 | 2.6 | 2.2 | 1.5            | 0.7  | 1.5 | 1.6  | 2.3  | 1.7 | 1.6     | 1.1   | 1.1 | Independientes/ Ninguno | Ventaja | 0.9 | 0.7 | 76.0 | Empate |
| 11 de septiembre de 2016 | Elecciones de 2016 | 7.4                  | 4.2                                                         | 2.9  | 2.2 | 2.2 | 1.7 | 1.4            | 1.3  | 0.2 |      |      |     |         |       |     | 67.0+9.6                | 2.0     |     |     |      |        |

## Campaña
La mayoría de los partidos de oposición decidieron disputar las elecciones, pero no todos los candidatos fueron registrados. El Partido Cristiano Conservador y la Asamblea Socialdemócrata de Bielorrusia decidieron boicotear las elecciones.

## Controversias
El 13 de noviembre, durante la votación preliminar, un observador en Brest publicó un video denunciando el embarazo de urnas. Lidia Yermoshina, jefa de la Comisión Electoral Central de Bielorrusia, negó el fraude y argumentó que la acreditación del observador debería retirarse porque no se le permitió filmar el video. El 15 de noviembre, su acreditación fue retirada por la comisión electoral local. Su otra objeción sobre el número de votos preliminares fue aceptada.
Los estudiantes de algunas universidades afirmaron que se vieron obligados a participar en la votación preliminar, o se les animó a hacerlo al permitir estar ausentes de las clases el sábado y el lunes. Las universidades negaron estos rumores. El 15 de noviembre, los estudiantes de la Universidad Estatal de Economía de Bielorrusia protestaron abiertamente cerca del campus por razones similares, citando un video recientemente publicado donde uno de sus instructores (curadores) abiertamente exige votar durante la ronda preliminar.
Por otro lado, más de 500 irregularidades fueron registradas en una campaña de observación organizada por partidos de oposición, entre las cuales se contaba el haber inflado el número de electores en los colegios electorales.
Defensores de derechos humanos afirmaron haber sido expulsados de los centros de votación, y que se les impidió tomar fotos.
A pesar de estos eventos, los observadores electorales de la Comunidad de Estados Independientes describieron la elección como "competitiva" y "abierta". Por su parte, los observadores de la Organización de Cooperación de Shanghái consideraron que las elecciones  fueron transparentes, democráticas y acordes con la legislación del país.
En contraste, los observadores de la Organización para la Seguridad y Cooperación en Europa consideraron que el proceso no cumplió con los estándares democráticos. En una línea similar se expresó la Unión Europea, declarando que las elecciones parlamentarias habían representado "una oportunidad perdida" para garantizar que se celebraran "plenamente en línea con los estándares internacionales", a pesar de que se desarrollaron en "una atmósfera tranquila".
La autoridad electoral bielorrusa criticó el informe emitido por la OSCE, calificándolo como "bastante sesgado".

## Resultados
De los 110 diputados elegidos, solo 21 fueron miembros de partidos políticos. El Partido Comunista de Bielorrusia surgió como el mayor partido parlamentario en la Cámara de Representantes, eligiendo a 11 diputados. El Partido Republicano del Trabajo y la Justicia quedó en segundo lugar con 6, el Partido Patriótico de Bielorrusia con dos y el Partido Democrático Liberal de Bielorrusia y el Partido Agrario con uno cada uno.
El 40% de los diputados elegidos fueron mujeres, el 1,8% tenían menos de 30 años y el 27,3% eran miembros de la convocatoria previa de la Cámara de Representantes.
A diferencia de las elecciones parlamentarias bielorrusas de 2016, en las que fueron elegidos dos candidatos de la oposición, esta vez los partidos de la oposición bielorrusa no ganaron un solo escaño y los 110 representantes electos fueron descritos como "leales" al presidente Alexander Lukashenko.
Tras emitir su voto, el presidente Lukashenko anunció públicamente su intención de postular nuevamente a la reelección en los comicios presidenciales de 2020.
| |                                                     |           |       |         |       |
| Partido | Partido                                             | Votos     | %     | Escaños | +/–   |
| | Partido Comunista de Bielorrusia                    | 559,537   | 10.62 | 11      | +3    |
| | Partido Republicano del Trabajo y la Justicia       | 355,971   | 6.75  | 6       | +3    |
| | Partido Democrático Liberal de Bielorrusia          | 280,683   | 5.36  | 1       | 0     |
| | Partido Socialdemócrata Bielorruso (Asamblea)       | 84,790    | 1.61  | 0       | 0     |
| | Partido del Frente Popular de Bielorrusia           | 82,403    | 1.56  | 0       | 0     |
| | Partido Patriótico de Bielorrusia                   | 75,283    | 1.43  | 2       | –1    |
| | Partido Cívico Unido de Bielorrusia                 | 72,192    | 1.37  | 0       | –1    |
| | Partido Agrario                                     | 46,785    | 0.89  | 1       | +1    |
| | Partido de la Izquierda Bielorrusa "Un Mundo Justo" | 37,861    | 0.72  | 0       | 0     |
| | Asamblea Socialdemócrata Bielorrusa                 | 23,164    | 0.44  | 0       | Nuevo |
| | Partido Verde Bielorruso                            | 10,592    | 0.20  | 0       | 0     |
| | Partido Deportivo Socialista Bielorruso             | 7,905     | 0.15  | 0       | Nuevo |
| | Partido Republicano                                 | 7,529     | 0.14  | 0       | Nuevo |
| | Candidatos independientes                           | 3,178,037 | 60.31 | 89      | –5    |
| Contra todos | Contra todos                                        | 447,111   | 8.48  | –       | –     |
| Votos nulos/en blanco | Votos nulos/en blanco                               | 49,725    | –     | –       | –     |
| Total | Total                                               | 5,319,568 | 100   | 110     | 0     |
| Votantes registrados/participación | Votantes registrados/participación                  | 6,880,605 | 77.31 | –       | –     |
| Fuente: CEC (afiliaciones de partido) Archivado el 22 de julio de 2020 en Wayback Machine., CEC (votos) Archivado el 3 de agosto de 2020 en Wayback Machine. |                                                     |           |       |         |       |

### Por oblast
| Partido               | Minsk   | Brest   | Vitebsk | Gomel   | Grodno  | Provincia de Minsk | Mogilev |
| --------------------- | ------- | ------- | ------- | ------- | ------- | ------------------ | ------- |
| KPB                   | 106,669 | 34,210  | 40,418  | 161,392 | 22,743  | 111,414            | 82,691  |
| LDPB                  | 83,042  | 18,785  | 23,063  | 48,239  | 49,814  | 41,701             | 16,039  |
| RPTS                  | 75,525  | 104,281 | 13,917  | 103,572 | 4,036   | 42,614             | 12,026  |
| UCP                   | 15,170  | 3,869   | 5,275   | 15,596  | 14,229  | 5,579              | 12,474  |
| BPP                   | 29,136  | 41,256  | 0       | 0       | 0       | 3,430              | 1,461   |
| BPF                   | 8,473   | 6,573   | 9,240   | 5,859   | 9,506   | 2,552              | 40,200  |
| Izquierda             | 9,398   | 9,202   | 3,610   | 6,862   | 5,399   | 2,886              | 504     |
| BSDP                  | 23,031  | 34,677  | 3,723   | 2,218   | 7,901   | 5,989              | 7,251   |
| Verdes                | 3,500   | 0       | 0       | 0       | 2,568   | 4,524              | 0       |
| BSDH                  | 14,561  | 909     | 0       | 0       | 1,105   | 6,336              | 253     |
| RP                    | 2,719   | 0       | 2,146   | 0       | 0       | 2,664              | 0       |
| AP                    | 0       | 0       | 0       | 0       | 0       | 46,785             | 0       |
| BSSP                  | 7,905   | 0       | 0       | 0       | 0       | 0                  | 0       |
| Contra todos          | 77,566  | 73,702  | 51,239  | 64,381  | 56,928  | 77,468             | 45,827  |
| Votos nulos/en blanco | 6,182   | 9,482   | 7,933   | 7,870   | 6,725   | 10,286             | 7,429   |
| Total                 | 814,206 | 778,292 | 703,631 | 879,624 | 594,940 | 884,916            | 663,959 |